# Girl Fever
Girl Fever (100 Women) è un film statunitense del 2002 diretto da Michael Davis.